# Mechanicsburg (Pensilvania)
Mechanicsburg es un borough ubicado en el condado de Cumberland en el estado estadounidense de Pensilvania. En el año 2000 tenía una población de 8,783 habitantes y una densidad poblacional de 1,304.3 personas por km².

## Geografía
Mechanicsburg se encuentra ubicado en las coordenadas 40°12′44″N 77°00′22″O / 40.21222, -77.00611.

## Demografía
Según la Oficina del Censo en 2000 los ingresos medios por hogar en la localidad eran de $45,200 y los ingresos medios por familia eran $54,228. Los hombres tenían unos ingresos medios de $37,130 frente a los $27,940 para las mujeres. La renta per cápita para la localidad era de $22,812. Alrededor del 4.2% de la población estaba por debajo del umbral de pobreza.

## Gobierno
El Municipio de Hampden en el Condado de Cumberland, cerca de Mechanicsburg, tiene la sede del Departamento de Correcciones del Estado de Pensilvania.

## Personalidades
- Lionel Bender, lingüista y africanista.
- Rikki Rockett, músico, baterista de la banda Poison